# Магавли, Иоганн Филипп Христоф
Иван Христофорович (Иоганн Филипп Христоф) Магавли (1831, ок. Риги — 1899) — лейб-окулист Высочайшего двора.
Медицинское образование получил в Дерптском университете (1850—1855). С 1855 года — ассистент терапевтической клиники в Дерпте; в 1856 году получил степень доктора медицины. Затем изучал медицину в Вюрцбурге, Вене, Праге, Париже и Берлине. В 1859 году вернулся из-за границы и занялся глазной практикой в Санкт-Петербурге. 
С ноября 1859 по 1878 год был ординатором (сначала сверхштатным, с 1861 — штатным), а затем директором (с 1878) и главным врачом Санкт-Петербургской глазной больницы. В 1873 году получил должность почётного лейб-окулиста; в 1884—1897 годах — лейб-окулист Высочайшего двора.